# Nimule Airport
Nimule Airport är en flygplats i Sydsudan. Den ligger i den sydöstra delen av landet, 150 km söder om huvudstaden Juba. Nimule Airport ligger 680 meter över havet.
Närmaste större samhälle är Nimule, 4 km väster om Nimule Airport.